# عبد الكريم بوعمرية
عبد الكريم بوعمرية من مواليد 27 يونيو 1989 ولاية البويرة، كاراتيه جزائري.
كان ضمن قائمة الاستفتاء لاختيار أحسن رياضي جزائري لسنة 2013.

## الجوائز
| عام  | منافسة                                           | موقعك                | نتيجة | الفئة            |
| ---- | ------------------------------------------------ | -------------------- | ----- | ---------------- |
| 2009 | 6 طلاب وصغار السن في إفريقيا                     | الجزائر              | 1     | كوميتيه - 60 كلغ |
| 2009 | بطولة العالم للناشئين والكاديت في الكاراتيه 2009 | الرباط               | 3     | كوميتيه - 60 كلغ |
| 2010 | البطولات الافريقية                               | القبعة               | 3     | كوميتيه - 60 كلغ |
| 2010 | 19 بطولة البحر الأبيض المتوسط للكاراتيه          | إزمير                | 2     | كوميتيه - 60 كلغ |
| 2011 | دورة الالعاب الافريقية 2011                      | مابوتو               | 1     | كوميتيه - 60 كلغ |
| 2011 | دورة الألعاب العربية                             | الدوحة               | 3     | فريق كوميتيه     |
| 2013 | ألعاب التضامن الإسلامي                           | باليمبانج            | 1     | كوميتيه - 60 كلغ |
| 2013 | كأس العالم 7 للكاراتيه شيتوريو                   | طوكيو                | 1     | كوميتيه - 60 كلغ |
| 2015 | العاب افريقية                                    | برازافيل             | 2     | كوميتيه - 60 كلغ |
| 2015 | البطولة العربية للشرطة                           | الجزائر              | 1     | كوميتيه - 60 كلغ |
| 2020 | العاب التضامن الإسلامي                           | باليمبانغ، اندونيسيا | 1     | كوميتيه - 60 كلغ |

## بطولات أخرى
| عام  | منافسة                       | موقعك              | نتيجة | الفئة            |
| ---- | ---------------------------- | ------------------ | ----- | ---------------- |
| 2009 | كأس حيط الدولي 8             | كاركاسون ، فرنسا   | 3     | كوميتيه - 60 كلغ |
| 2010 | Open International Wasquehal | Wasquehal من فرنسا | 1     | كوميتيه - 60 كلغ |
| 2010 | بطولة كأس حيط الدولية 9      | كاركاسون ، فرنسا   | 2     | كوميتيه - 60 كلغ |
| 2011 | 1ش سكاريا الدولية المفتوحة   | ساكاريا ، تركيا    | 1     | كوميتيه - 60 كلغ |
| 2011 | كأس حتيت الدولي 10           | كاركاسون ، فرنسا   | 2     | كوميتيه - 60 كلغ |
| 2012 | 1شارع بطولة دولية في الدوحة  | الدوحة             | 3     | كوميتيه - 60 كلغ |
| 2013 | الكاراتيه 1 الدوري الممتاز   | باريس              | 2     | كوميتيه - 60 كلغ |